# Estudos de mídia

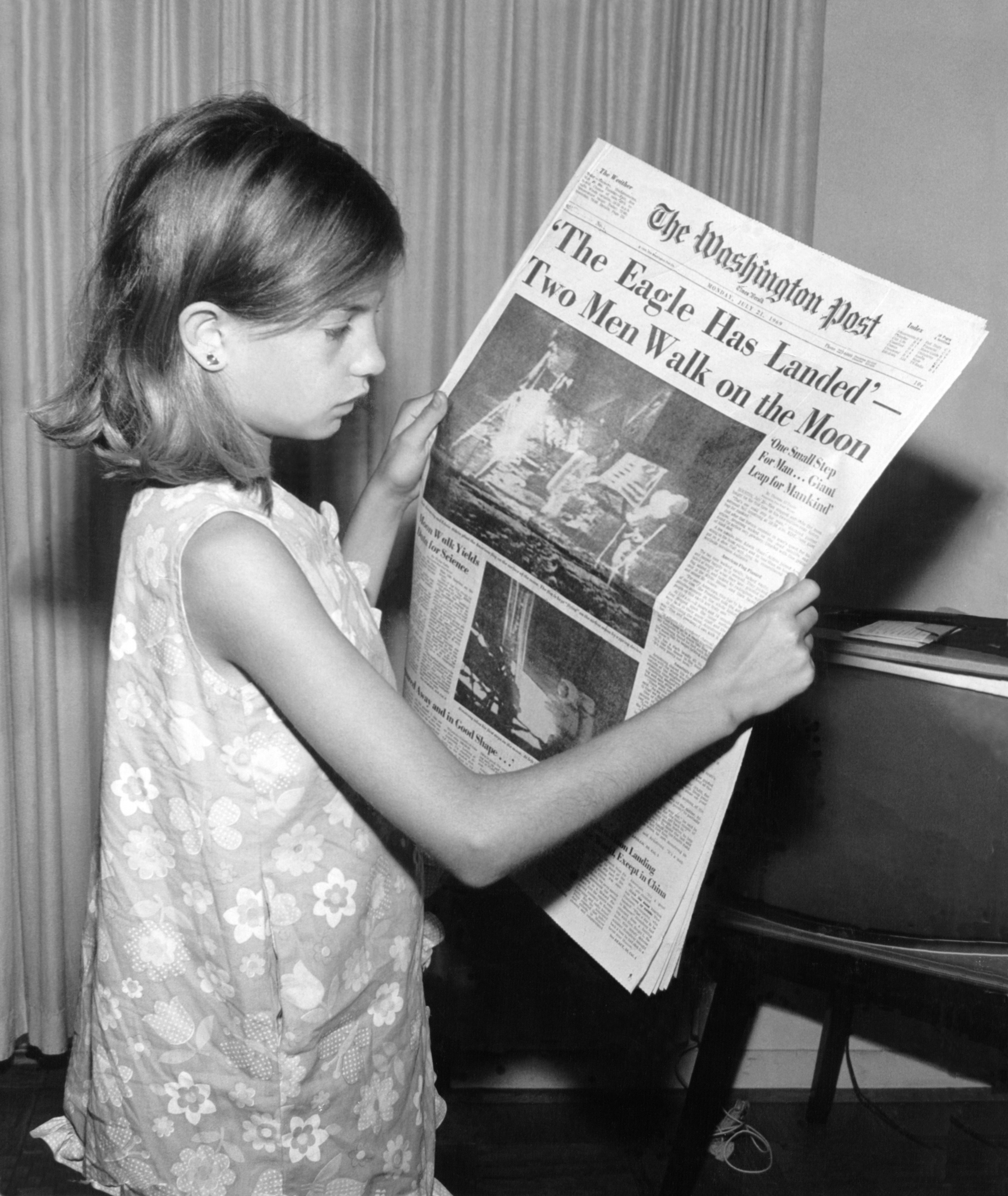
Apresendando a ordem de surgimento da midia social

Os estudos de mídia são uma disciplina e sub-área da área da comunicação. Com inclinações epistemológicas tangentes à corrente estudos culturais, em ascensão dentro dos estudos em comunicação, os estudos em mídia abordam as relações entre mídia e sociedade. Sendo assim, seus objetos de estudo consistem em uma abordagem dos meios de comunicação de massa - como a TV, o rádio e o jornal impresso, por exemplo. Existe uma grande interdisciplinariedade entre os estudos em comunicação e ciências sociais percebido nos estudos de mídia. Com a ascensão de mídias não-convencionais, com o advento da internet e posteriormente das web 2.0 e web 3.0, os estudos em mídia problematizam a ruptura na teoria social provocada pelas tecnologia digitais e virtuais.

## Anos 90
Durante os anos 90, houve um boom econômico conhecido como a nova economia, criando um momento em que a comunicação passou a ser central:
Os diversos meios de comunicação respondem por um lugar cada vez mais importante no contexto da chamada "nova economia", tanto direta (a parcela do mercado correspondente às empresas relacionadas à comunicação e informação aumentou exponencialmente) quanto indiretamente (na medida em que as trocas econômicas que se verificam nos mais diversos campos da produção de bens e serviços são fortemente dependentes da infra-estrutura tecnológica e da publicidade para se processarem eficazmente)."
Os anos 90 ficaram marcados pelo surgimento de novas tecnologias digitais e virtuais, de comunicação e informação, altas taxas de crescimento econômico, baixa inflação e baixos índices de desemprego. Este cenário provocou otimismos em economistas, investidores e empresários, até a recessão de 2001. Atualmente, há um movimento que busca resgatar o termo "nova economia" para associar ao empreendedorismo digital e ao surgimento de start-ups, ao mesmo tempo que demonstram a falta de uma dimensão crítica que provocou a derrocada da "nova economia" nos anos 90, ignorando que a indústria da comunicação é composta por grandes monopólios aos quais as empresas em ascensão são fagocitadas ou tornadas obsoletas através da imitação de recursos.

## Cursos e Ensino
A Universidade Federal Fluminense foi a primeira instituição a oferecer em 2003 no Brasil, o curso de bacharelado em Estudos de Mídia. Desde 2020 essa graduação também pode ser cursada Pontifícia Universidade Católica do Rio de Janeiro.